# Ondas de la montaña
Ondas de la montaña es una radioemisora colombiana independiente de cobertura regional con sede en Medellín, Antioquia. Cubre toda el Área metropolitana del Valle de Aburrá y municipios cercanos. La emisora es propiedad de la Fundación Cecilia Lince Velásquez, cuya programación es informativa, musical y de servicio social. 
Comenzó sus emisiones el día 28 de enero de 1964 como La Voz de Candelaría, por un grupo de vecinos del barrio La Candelaria en la comuna 10 de la misma ciudad. En 1989, los propietarios vendieron las acciones de la emisora a la Cadena Melodía y fue relanzado como Radio Melodía.
Con el cambio de dial, seria vendido la estación radial a la Fundación Cecilia Lince Velásquez, de la cual cambiaría su nombre por el actual Ondas de la Montaña, de la cual es una emisora independiente desde 1994. Actualmente su programación se enfoca en los servicios informativos de la emisora y bloques musicales de distintos géneros nacionales e internacionales.